# Dysodia dixozona
Dysodia dixozona är en fjärilsart som beskrevs av Dyar 1913. Dysodia dixozona ingår i släktet Dysodia och familjen Thyrididae. Inga underarter finns listade i Catalogue of Life.